# Top 16 2004-05
El Campeonato de Francia de Rugby 15 2004-05 fue la 106.ª edición del Campeonato francés de rugby.
El campeón del torneo fue el equipo de Biarritz quienes obtuvieron su cuarto campeonato.

## Posiciones
|    | Equipo         | J  | G  | E | P  | PF  | PC  | PD   | PB | Pts |
| -- | -------------- | -- | -- | - | -- | --- | --- | ---- | -- | --- |
| 1  | Biarritz       | 32 | 22 | 0 | 10 | 907 | 549 | +358 | 16 | 104 |
| 2  | Stade Français | 32 | 22 | 2 | 8  | 915 | 668 | +247 | 11 | 103 |
| 3  | Bourgoin       | 31 | 20 | 2 | 9  | 882 | 680 | +202 | 12 | 96  |
| 4  | Toulouse       | 31 | 19 | 0 | 12 | 893 | 597 | +296 | 18 | 94  |
| 5  | Perpignan      | 30 | 18 | 1 | 11 | 688 | 583 | +105 | 12 | 86  |
| 6  | Castres        | 30 | 17 | 3 | 10 | 704 | 678 | +26  | 10 | 84  |
| 7  | Agen           | 30 | 16 | 1 | 13 | 674 | 568 | +106 | 11 | 77  |
| 8  | Clermont       | 30 | 16 | 2 | 12 | 745 | 647 | +98  | 9  | 77  |
| 9  | Brive          | 30 | 14 | 1 | 15 | 668 | 745 | -77  | 8  | 66  |
| 10 | Narbonne       | 30 | 13 | 2 | 15 | 588 | 755 | -167 | 7  | 63  |
| 11 | Montpellier    | 30 | 12 | 0 | 18 | 628 | 765 | -137 | 14 | 62  |
| 12 | Bayonne        | 30 | 12 | 3 | 15 | 587 | 763 | -176 | 6  | 60  |
| 13 | Pau            | 31 | 11 | 2 | 18 | 651 | 728 | -77  | 11 | 59  |
| 14 | Grenoble       | 30 | 7  | 2 | 21 | 580 | 842 | -262 | 42 | 10  |
| 15 | Béziers        | 30 | 6  | 3 | 21 | 600 | 876 | -276 | 38 | 8   |
| 16 | Auch           | 30 | 7  | 0 | 23 | 503 | 736 | -233 | 37 | 9   |

### Semifinal
| 3 de junio de 2005 | Stade Français | 23 - 18 | Toulouse |  |  |

| 24 de junio de 2005 | Biarritz | 32 - 27 | Bourgoin-Jallieu |  |  |

### Final
| 11 de junio de 2005 | Biarritz | 37 - 34 | Stade Français | Stade de France, París |  |

| Bandera de Francia |
| Campeón Biarritz   |
| Cuarto título      |